# Ljunghems församling (medeltida)
Ljunghens församling var en församling  i Skara stift i nuvarande Mullsjö kommun. Församlingen uppgick tidigt i Sandhems församling.

## Administrativ historik
Församlingen har medeltida ursprung och uppgick tidigt i Sandhems församling.